# Altmünster
Altmünster es una «ciudad mercado» perteneciente al distrito de Gmunden, en el estado de Alta Austria y está situada en la orilla occidental del lago Traunsee. Su economía se basa en el turismo y la industria ligera. También es utilizada como ciudad dormitorio por quienes trabajan en lugares cercanos como Gmunden y Vöcklabruck.